# Parc solaire Qinqhai-Golmud
Le Parc solaire Qinqhai-Golmud est une centrale solaire photovoltaïque, sur le territoire de la municipalité de Golmud, dans la province de Qinghai, en Chine, qui produit 20 MW. Sa construction, effectuée par l'entreprise chinoise Longyuan Power, s'est achevée en 2011. 500 MW de production supplémentaire devraient être installés en 2012.